# Evenemangsarmband

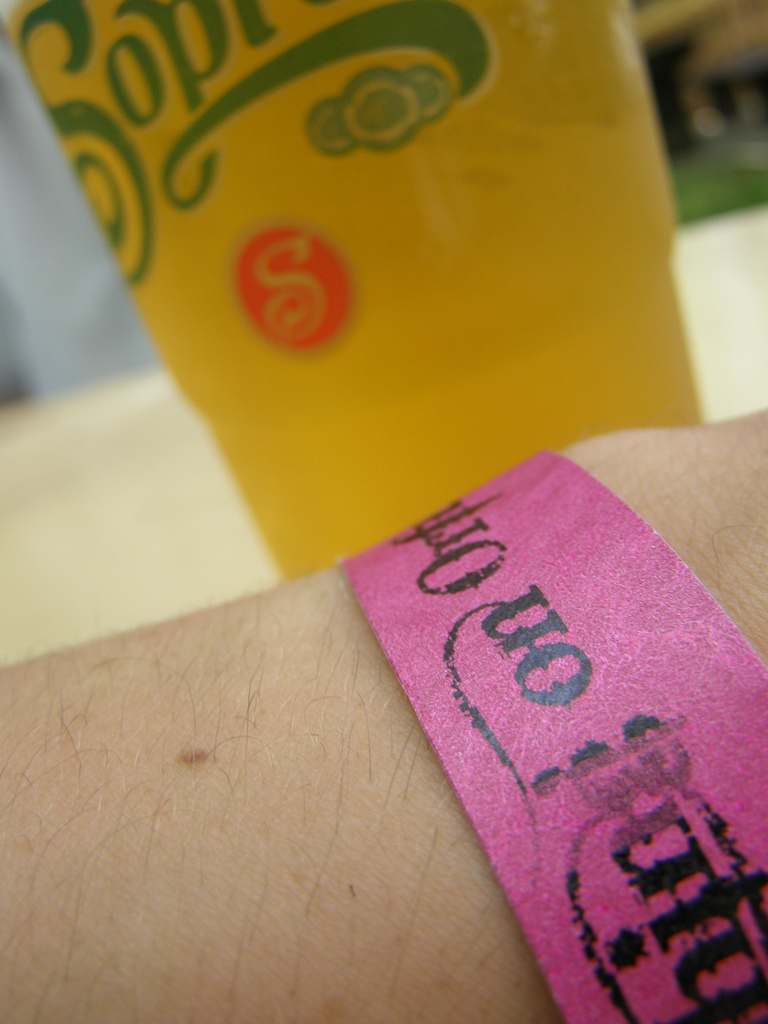
Ett festivalarmband i Ungern.

Evenemangsarmband, evenemangsband, festivalarmband eller festivalband är ett armband, tillverkat av papper, plast eller tyg, som fungerar som biljett till evenemang eller på festivaler. Armbandet underlättar kontroll av vilka som har tillträde till festivalen eller evenemanget.
Åkband, åkarmband eller åkpass är ett armband, ofta tillverkat av papper eller plast, som fungerar som biljett till valfria åkattraktioner (vissa undantag kan dock förekomma) på en nöjespark under en begränsad tid, exempelvis under en dag inom ramen för öppettider.
Armbanden är oftast tillverkade så att de inte går att ta av armen utan att förstöras. Detta för att man inte ska kunna ge det till någon annan person. Armbandets utseende kan också variera något mellan olika tillfällen, såsom färg, i syfte att motverka användning efter att giltighetstiden löpt ut.